# S&P Global Ratings
A Standard & Poor’s (S&P) nemzetközi hitelminősítő intézet, mely pénzügyi kutatásokat és kötvény- és részvénypiaci elemzéseket tesz közzé.

## Üzleti leírás
A Standard & Poor’s egy pénzügyi szolgáltató cég. A cég termék illetve szolgáltatásai közé tartoznak a hitelminősítések, S&P index, alapok értékelése, kockázati megoldások, kormányzati tanácsadás, értékelések és adatszolgáltatás. A cég részlege a Capital IQ, mely teljes körű pénzügyi információval és workflow megoldásokkal látja el a tanácsadó cégeket és pénzügyi intézeteket.

## Története
Standard & Poor’s története az 1860-as évekig nyúlik vissza amikor Henry Varnum Poor kiadta a History of Railroads and Canals in the United States könyvét.
Ez a könyv kísérletet tett arra, hogy átfogó tájékoztatást adjon az amerikai vasúttársaságok pénzügyi helyzetéről és működésükről.
Henry Varnum Poor és fia Henry William megalapította a H.V and H.W Poor Co céget, hogy évente frissített adatokkal adja ki a könyvet.
1906-ban Luther Lee Blake megalapította a Standard Statistics hivatalt, azzal a céllal, hogy nem vasúti társaságokról pénzügyi információt nyújtson.
Ahelyett, hogy évente teszi közzé a hivatal 5" x 7" kártyákat alkalmazott, amely lehetővé tette a gyakoribb frissítéseket.
A vállalat ahogy ma ismerjük 1941-ben alakult Pool's Publishing (H.V and H.W Poor Co jogutóda) és Standard Statistics összeolvadásával.
Standard & Poor’s-t 1966-ban felvásárolta a McGraw-Hill vállalat, így pénzügyi szolgáltató részleggel bővült.

## Hitelminősítés
A Standard and Poor’s, mint hitelminősítő intézet egy ország belső adósságára szóló hitelminősítést ad ki. 
Az intézet az Amerikai Értékpapír- és Tőzsdefelügyelet (SEC) által elismert Nemzetközileg Elismert Statisztikai Minősítő Szervezetek tagja. Rövid és hosszútávú hitelminősítéseket ad ki.

Országok besorolása a S&P alapján 2024 tavaszán
A sötétzöld AAA a legjobb minősítésű, a fekete SD/D a legrosszabb.
| AAA | AA+ | AA | AA- | A+ | A | A- | BBB+ | BBB | BBB- |
| BB+ | BB | BB- | B+ | B | B- | CCC+ | CCC | CCC- | SD/D |
Magyarország az EU-tól leszakadva, Szerbiával és Romániával egy csoportba került (BBB-).

### Hosszútávú hitelminősítés
A Standard and Poor’s a hitelfelvevőket AAA és D közötti skálán minősíti.
Befektetés fokozatú
- AAA: a legjobb hitelfelvevők kategória, megbízható és stabil.
- AA: jó hitelvelvevők, a kockázat magasabb, mint az AAA.
- A: a gazdasági helyzet hatással lehet a befektetésre.
- BBB:közepes kockázatú hitelfelvevők.

Nem befektetési fokozatú (más néven bóvlikötvények)
- BB:  Hajlamosak a gazdasági változásokat követni.
- B: a Pénzügyi helyzetük észrevehetően változik.
- CCC: Jelenleg sérülékeny és függ a kedvező gazdasági helyzettől, hogy teljesíteni tudja a kötelezettségét.
- CC: Nagyon sérülékeny, nagyon spekulatív kötvények.
- C: Nagyon sérülékeny, talán a csőd szélén áll vagy elmaradva, de még teljesíti a kötelezettségét.
- CI: Késedelmes kamatfizetés.
- R: A pénzügyi helyzete miatt kötelező felügyelet alatt.
- SD: bizonyos kötelezettségeit elmulasztotta.
- D: Fizetésképtelen, az S&P úgy véli bizonyos vagy az összes kötelezettségeit nem teljesíti.
- RD: Nem értékelt.

### Rövid távú hitelminősítés
A rövid távú besorolásoknál A1 és D közötti skálán értékel.
- A-1: Az ügyfél tudja teljesíteni pénzügyi kötelezettségvállalást a kötelezettség erős.
- A-2: Ki van téve a kedvezőtlen gazdasági feltételek azonban az ügyfél tudja teljesíteni pénzügyi kötelezettségvállalást a kötelezettség megfelelő
- A-3: A kedvezőtlen gazdasági feltételek valószínűleg gyengíteni fogják az ügyfél pénzügyi kötelezettségvállalását.
- B: Alapvetően spekulatív karakterisztika. Az ügyfél jelenleg képes teljesíteni a kötelezettségeit, de a bizonytalanság hatással lehet a pénzügyi kötelezettségvállalására.
- C: Jelenleg veszélyeztetett a nemfizetés terén és a pénzügyi kötelezettségvállalása a kedvező pénzügyi és gazdasági helyzettől függ.
- D: Fizetési teljesítés elmaradása. A kötelezettségét nem teljesít időben és talán a türelmi időszakban sem.

### Országlista
Magyarország 2025 elején a BBB- besorolásban van, amely egy osztályzattal van a bóvli kategória felett.

Európai és környékbeli országok osztályozása (adatfriss.: 2023. febr.-ban):
AAA
AA
A
BBB
BB
B
CCC
CC
nincs adat

Országok és területek rendezhető táblázatban:
| ország / terület                | osztályozás | az oszt. kilátása | dátum             | forrás |
| ------------------------------- | ----------- | ----------------- | ----------------- | ------ |
| Albánia                         | BB−         | Pozitív           | 23 March 2024     | [ 3 ]  |
| Andorra                         | A−          | Pozitív           | 10 May 2024       | [ 4 ]  |
| Angola                          | B−          | Stabil            | 4 February 2022   | [ 5 ]  |
| Argentína                       | CCC         | Stabil            | 15 March 2024     | [ 6 ]  |
| Aruba                           | BBB         | Stabil            | 15 March 2021     | [ 7 ]  |
| Ausztrália                      | AAA         | Stabil            | 6 June 2021       | [ 8 ]  |
| Ausztria                        | AA+         | Stabil            | 26 August 2022    | [ 9 ]  |
| Azerbajdzsán                    | BB+         | Stabil            | 22 January 2021   | [ 10 ] |
| Bahama-szigetek                 | B+          | Stabil            | 12 November 2021  | [ 11 ] |
| Bahrein                         | B+          | Stabil            | 24 November 2023  | [ 12 ] |
| Banglades                       | BB−         | Negatív           | 24 July 2023      | [ 9 ]  |
| Barbados                        | B−          | Pozitív           | 26 October 2023   | [ 13 ] |
| Belgium                         | AA          | Stabil            | 28 February 2014  | [ 9 ]  |
| Belize                          | B−          | Stabil            | 9 November 2021   | [ 14 ] |
| Benin                           | B+          | Pozitív           | 20 October 2023   | [ 15 ] |
| Bermuda                         | A+          | Stabil            | 28 April 2015     | [ 9 ]  |
| Bolívia                         | CCC+        | Negatív           | 22 November 2023  | [ 16 ] |
| Bosznia-Hercegovina             | B+          | Stabil            | 4 August 2023     | [ 17 ] |
| Botswana                        | BBB+        | Stabil            | 17 September 2021 | [ 18 ] |
| Brazília                        | BB          | Pozitív           | 3 July 2024       | [ 19 ] |
| Bulgária                        | BBB         | Pozitív           | 24 November 2023  | [ 20 ] |
| Burkina Faso                    | CCC+        | Stabil            | 26 January 2022   | [ 21 ] |
| Cameroon                        | CCC+        | Stabil            | 10 August 2023    | [ 22 ] |
| Chile                           | A           | Negatív           | 19 October 2023   | [ 23 ] |
| Cook-szigetek                   | B+          | Stabil            | 11 November 2020  | [ 9 ]  |
| Costa Rica                      | BB−         | Stabil            | 27 October 2023   | [ 24 ] |
| Curacao                         | BBB−        | Stabil            | 24 February 2022  | [ 25 ] |
| Ciprus                          | BBB         | Pozitív           | 1 September 2023  | [ 9 ]  |
| Csehország                      | AA−         | Stabil            | 24 August 2011    | [ 9 ]  |
| Kongói Demokratikus Köztársaság | B−          | Stabil            | 28 January 2022   | [ 26 ] |
| Dánia                           | AAA         | Stabil            | 27 February 2001  | [ 9 ]  |
| Dominikai Köztársaság           | BB          | Stabil            | 19 December 2022  | [ 27 ] |
| Ecuador                         | B−          | Negatív           | 1 September 2020  | [ 19 ] |
| Elefántcsontpart                | BB−         | Stabil            | 6 July 2021       | [ 28 ] |
| Egyesült Királyság              | AA          | Stabil            | 21 April 2023     | [ 29 ] |
| Egyiptom                        | B−          | Stabil            | 20 October 2023   | [ 30 ] |
| El Salvador                     | B−          | Stabil            | 7 November 2023   | [ 31 ] |
| Észtország                      | AA−         | Negatív           | 6 December 2022   | [ 9 ]  |
| Etiópia                         | SD          |                   | 15 December 2023  | [ 32 ] |
| Falkland-szigetek               | A+          | Stabil            | 22 September 2021 | [ 19 ] |
| Fidzsi-szigetek                 | B+          | Stabil            | 22 September 2021 | [ 33 ] |
| Finnország                      | AA+         | Stabil            | 16 September 2016 | [ 9 ]  |
| Franciaország                   | AA−         | Stabil            | 31 May 2024       | [ 34 ] |
| Grúzia                          | BB          | Stabil            | 25 February 2022  | [ 35 ] |
| Ghána                           | SD          |                   | 20 December 2022  | [ 36 ] |
| Görögország                     | BBB−        | Pozitív           | 2024. április 19. | [ 37 ] |
| Guatemala                       | BB          | Stabil            | 11 April 2023     | [ 38 ] |
| Guernsey                        | A+          | Stabil            | 14 January 2023   | [ 39 ] |
| Hollandia                       | AAA         | Stabil            | 20 November 2015  | [ 9 ]  |
| Horvátország                    | A−          | Pozitív           | 13 September 2024 | [ 40 ] |
| Honduras                        | BB−         | Stabil            | 29 September 2023 | [ 9 ]  |
| Hongkong                        | AA+         | Stabil            | 21 September 2017 | [ 41 ] |
| Izland                          | A+          | Stabil            | 10 November 2023  | [ 42 ] |
| India                           | BBB−        | Pozitív           | 29 May 2024       | [ 43 ] |
| Indonézia                       | BBB         | Stabil            | 27 April 2022     | [ 44 ] |
| Irak                            | B−          | Stabil            | 17 February 2023  | [ 45 ] |
| Írország                        | AA          | Stabil            | 19 May 2023       | [ 46 ] |
| Izrael                          | A           | Negatív           | 1 October 2024    | [ 47 ] |
| Jamaica                         | BB−         | Stabil            | 13 September 2023 | [ 48 ] |
| Japán                           | A+          | Stabil            | 9 June 2020       | [ 49 ] |
| Jersey                          | AA−         | Stabil            | 16 January 2021   | [ 50 ] |
| Jordánia                        | B+          | Stabil            | 20 October 2017   | [ 51 ] |
| Kanada                          | AAA         | Stabil            | 29 July 2002      | [ 9 ]  |
| Kazahsztán                      | BBB−        | Stabil            | 3 March 2023      | [ 52 ] |
| Kenya                           | B−          | Stabil            | 2 August 2024     | [ 53 ] |
| Kína                            | A+          | Stabil            | 21 September 2017 | [ 54 ] |
| Kolumbia                        | BB+         | Negatív           | 19 May 2021       | [ 19 ] |
| Kuvait                          | A+          | Stabil            | 15 July 2022      | [ 55 ] |
| Lettország                      | A+          | Negatív           | 6 December 2022   | [ 56 ] |
| Libanon                         | SD          |                   | 11 March 2020     | [ 57 ] |
| Liechtenstein                   | AAA         | Stabil            | 26 February 2016  | [ 9 ]  |
| Litvánia                        | A+          | Negatív           | 2 December 2022   | [ 58 ] |
| Luxemburg                       | AAA         | Stabil            | 14 January 2013   | [ 9 ]  |
| Madagaszkár                     | B−          | Stabil            | 9 October 2023    | [ 59 ] |
| Malajzia                        | A−          | Stabil            | 27 June 2022      | [ 60 ] |
| Málta                           | A−          | Stabil            | 13 March 2020     | [ 61 ] |
| Magyarország                    | BBB−        | Stabil            | 27 January 2023   | [ 62 ] |
| Mauritius                       | BBB−        | Stabil            | 21 July 2023      | [ 63 ] |
| Mexikó                          | BBB         | Stabil            | 6 July 2022       | [ 9 ]  |
| Mongólia                        | B           | Stabil            | 9 November 2018   | [ 64 ] |
| Montenegró                      | B           | Stabil            | 5 March 2021      | [ 65 ] |
| Montserrat                      | BBB−        | Stabil            | 2 September 2011  | [ 9 ]  |
| Marokkó                         | BB+         | Stabil            | 2 April 2021      | [ 66 ] |
| Mozambik                        | CCC+        | Stabil            | 22 November 2019  | [ 67 ] |
| Németország                     | AAA         | Stabil            | 13 January 2012   | [ 9 ]  |
| Nicaragua                       | B           | Stabil            | 25 October 2022   | [ 9 ]  |
| Nigéria                         | B−          | Stabil            | 4 August 2023     | [ 68 ] |
| Észak-Macedónia                 | BB−         | Stabil            | 24 May 2013       | [ 9 ]  |
| Norvégia                        | AAA         | Stabil            | 8 November 1990   | [ 69 ] |
| Olaszország                     | BBB         | Stabil            | 26 July 2022      | [ 70 ] |
| Omán                            | BB+         | Stabil            | 29 September 2023 | [ 9 ]  |
| Örményország                    | BB−         | Stabil            | 25 August 2023    | [ 71 ] |
| Pakisztán                       | CCC+        | Stabil            | 22 December 2022  | [ 72 ] |
| Panama                          | BB+         | Negatív           | 7 November 2023   | [ 73 ] |
| Pápua Új-Guinea                 | B−          | Stabil            | 3 June 2021       | [ 19 ] |
| Paraguay                        | BB          | Stabil            | 15 June 2016      | [ 9 ]  |
| Peru                            | BBB         | Negatív           | 12 December 2022  | [ 74 ] |
| Fülöp-szigetek                  | BBB+        | Stabil            | 30 April 2019     | [ 75 ] |
| Lengyelország                   | A−          | Stabil            | 12 October 2018   | [ 9 ]  |
| Portugália                      | A−          | Pozitív           | 1 March 2024      | [ 76 ] |
| Katar                           | AA          | Stabil            | 4 November 2022   | [ 77 ] |
| Kongói Köztársaság              | B−          | Stabil            | 28 July 2023      | [ 9 ]  |
| Románia                         | BBB−        | Stabil            | 16 April 2021     | [ 9 ]  |
| Ruanda                          | B+          | Stabil            | 27 January 2023   | [ 78 ] |
| Szent Ilona                     | BBB−        | Stabil            | 31 March 2023     | [ 79 ] |
| Szaúd-Arábia                    | A           | Stabil            | 17 March 2023     | [ 80 ] |
| Szenegál                        | B+          | Stabil            | 6 December 2019   | [ 81 ] |
| Szerbia                         | BBB−        | Stabil            | 4 October 2024    | [ 82 ] |
| Szingapúr                       | AAA         | Stabil            | 6 March 1995      | [ 83 ] |
| Szlovákia                       | A+          | Stabil            | 19 May 2023       | [ 84 ] |
| Szlovénia                       | AA−         | Stabil            | 14 June 2019      | [ 85 ] |
| Dél-afrikai Köztársaság         | BB−         | Stabil            | 8 March 2023      | [ 86 ] |
| Dél-Korea                       | AA          | Stabil            | 7 August 2016     | [ 87 ] |
| Spanyolország                   | A           | Stabil            | 18 March 2022     | [ 9 ]  |
| Srí Lanka                       | SD          |                   | 25 April 2022     | [ 88 ] |
| Suriname                        | CCC+        | Stabil            | 6 December 2023   | [ 9 ]  |
| Svédország                      | AAA         | Stabil            | 16 February 2004  | [ 9 ]  |
| Svájc                           | AAA         | Stabil            | 26 June 1989      | [ 9 ]  |
| Tajvan                          | AA+         | Stabil            | 29 April 2022     | [ 89 ] |
| Tajikistan                      | B−          | Stabil            | 17 February 2023  | [ 90 ] |
| Thailand                        | BBB+        | Stabil            | 13 April 2020     | [ 91 ] |
| Togo                            | B           | Stabil            | 17 March 2023     | [ 92 ] |
| Trinidad és Tobago              | BBB−        | Stabil            | 21 July 2022      | [ 93 ] |
| Törökország                     | BB−         | Stabil            | 2 November 2024   | [ 94 ] |
| Uganda                          | B−          | Stabil            | 9 December 2022   | [ 19 ] |
| Ukrajna                         | SD          |                   | 2 August 2024     | [ 95 ] |
| Új-Zéland                       | AA+         | Stabil            | 21 February 2021  | [ 96 ] |
| USA                             | AA+         | Stabil            | 10 June 2013      | [ 9 ]  |
| Uruguay                         | BBB+        | Stabil            | 26 April 2023     | [ 97 ] |
| Üzbegisztán                     | BB−         | Stabil            | 4 June 2021       | [ 98 ] |
| Vietnám                         | BB+         | Stabil            | 27 May 2022       | [ 9 ]  |
| Zambia                          | SD          |                   | 21 October 2020   | [ 9 ]  |

## Kiadványok
A Standard & Poor’s közel hetente kiadja a tőzsdei elemző hírlevelét The Outlook néven, ami az előfizetők számára elérhető nyomtatott és online formában.

## Fordítás
- Ez a szócikk részben vagy egészben  a   Standard & Poor's című angol Wikipédia-szócikk fordításán alapul.  Az eredeti cikk szerkesztőit annak laptörténete sorolja fel. Ez a jelzés csupán a megfogalmazás eredetét és a szerzői jogokat jelzi, nem szolgál a cikkben szereplő információk forrásmegjelöléseként.